# الفضيلة (كتاب)
رواية الفضيلة أو بول وفرجيني رواية صاغها الكاتب والأديب المصري المعروف مصطفى لطفي المنفلوطي بعد ترجمته لها من اللغة الفرنسية وجعلها بعنوان الفضيلة وتسرد هذه القصة عدة أحداث لعل من أهمها الحب العذري لبول وفرجيني لبعضهما، والمكافحة لأجل بقاء وديمومة هذا الحب خالداً للأبد في قلوبهم الندية. وهي في الأصل رواية للكاتب الفرنسي برناردين دي سان بيير من أدباء القرن التاسع عشر في فرنسا وكتبت في عام 1789م.